# Igor Andrejev
Igor Valerjevitj Andrejev (russisk: Игорь Валерьевич Андреев; født 14. juli 1983 i Moskva, Sovjetunionen) er en russisk tennisspiller, der blev professionel i 2002. Han har igennem sin karriere (pr. september 2010) vundet 3 single- og 1 doubletitel, og hans højeste placering på ATP's verdensrangliste er en 18. plads, som han opnåede i november 2008.

## Grand Slam
Andrejevs indtil videre bedste Grand Slam-resultat i singlerækkerne er kommet ved French Open i 2007, hvor han som useedet nåede frem til kvartfinalerne, blandt andet ved at besejre Andy Roddick. I kvartfinalen måtte han imidlertid se sig besejret af serberen Novak Djokovic, der vandt i 3. sæt.